# Pinterest
Pinterest (Пинтерест) — социальный интернет-сервис, фотохостинг, позволяющий пользователям добавлять в режиме онлайн изображения, помещать их в тематические коллекции и делиться ими с другими пользователями. Изображения можно «приколоть» (англ. to pin) к коллекциям, которые называются «досками» (англ. boards).
По состоянию на 30 ноября 2016 года сайт занимает 50-ю позицию в рейтинге alexa.com.

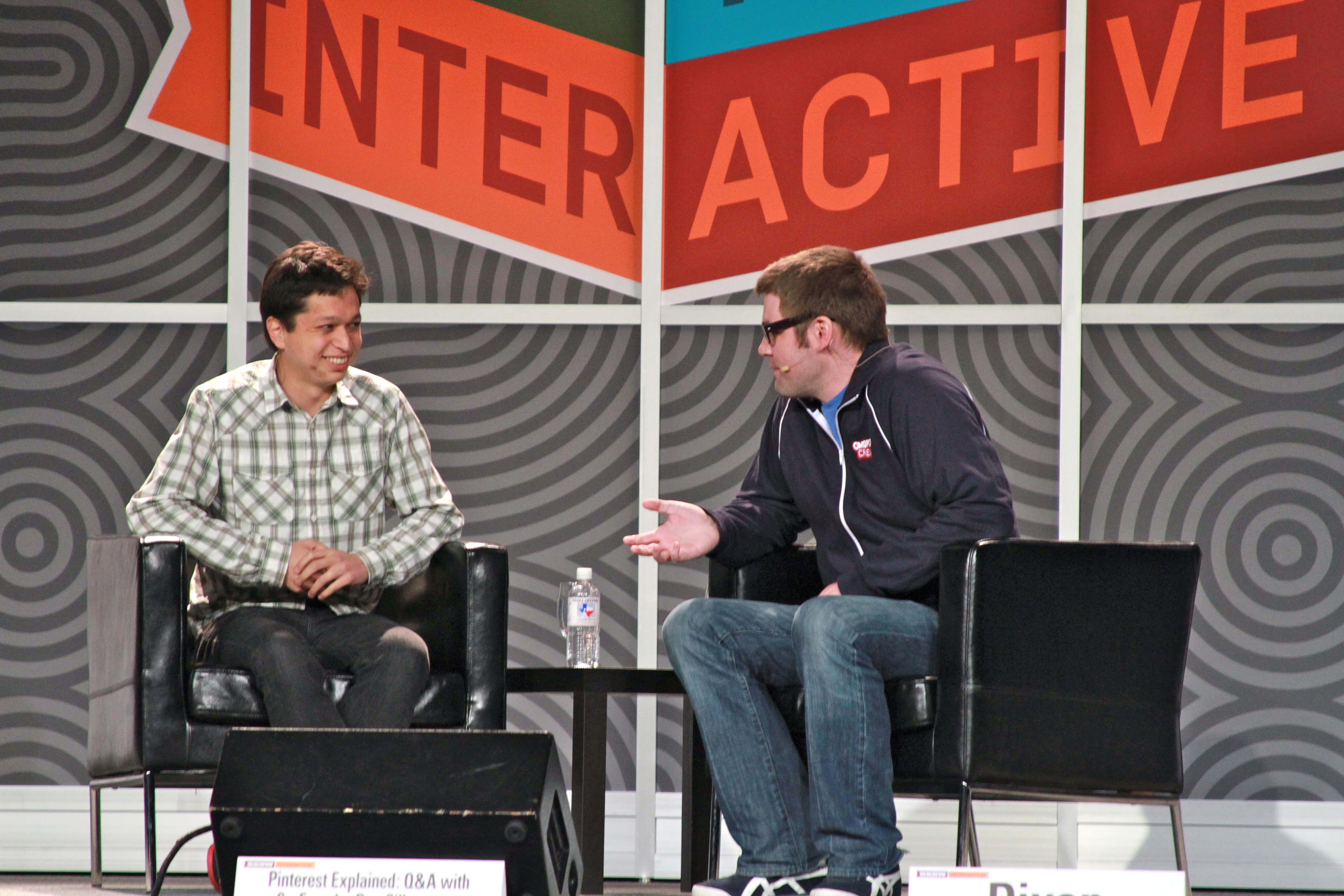
Основатель компании Бен Зильберман (слева) на интерактивной конференции в рамках фестиваля South by Southwest (март 2012)

Основатель сайта — Бен Зильберман из Уэст-Де-Мойна (Айова, США), который в 2008 году создал одноимённую компанию (сам сервис был запущен только в 2009 году).

## История
Работа над сервисом началась в декабре 2009 года, сайт был запущен в бета-версии в марте 2010 года, сначала с закрытой регистрацией, а позже — с регистрацией только по приглашениям. Свободная регистрация была открыта в августе 2012 года.
По утверждению основателя Зильбермана, он лично писал письма с предложением регистрации первым 5 тыс. пользователям. Через 9 месяцев после запуска сервисом пользовались уже 10 тыс. участников. Офис располагался в небольшой арендованной квартире, в нём работали Зильберман и несколько программистов, в офисное помещение компания переехала летом 2011 года.
16 августа 2011 журнал «Time» внёс сервис в список «50 лучших веб-сайтов 2011 года», с тех пор число пользователей сайта стало расти в геометрической прогрессии. По итогам 2011 года сайт внесён в десятку лучших по версии Hitwise Social Networking Forums.
В мае 2012 года компания на очередном инвестиционном раунде привлекла $100 млн от японской интернет-компании Rakuten и трёх венчурных фондов, при этом вся Pinterest была оценена в $1,5 млрд.
В августе 2012 года Pinterest открыла свободную регистрацию для всех желающих. Пользователи получили возможность зарегистрироваться на сайте Pinterest с помощью учётной записи Facebook или Twitter, а также с помощью адреса электронной почты.
В феврале 2018 года у Pinterest появились 3 новые функции: архивация досок, разделы и сортировка досок по алфавиту, дате создания и дате сохранения новых пинов.

## Блокировки
Pinterest в 2016 году был заблокирован в Казахстане, но по состоянию на август 2017 года стал доступен. По состоянию на сентябрь 2023 сайт недоступен.